# Burg Morsko

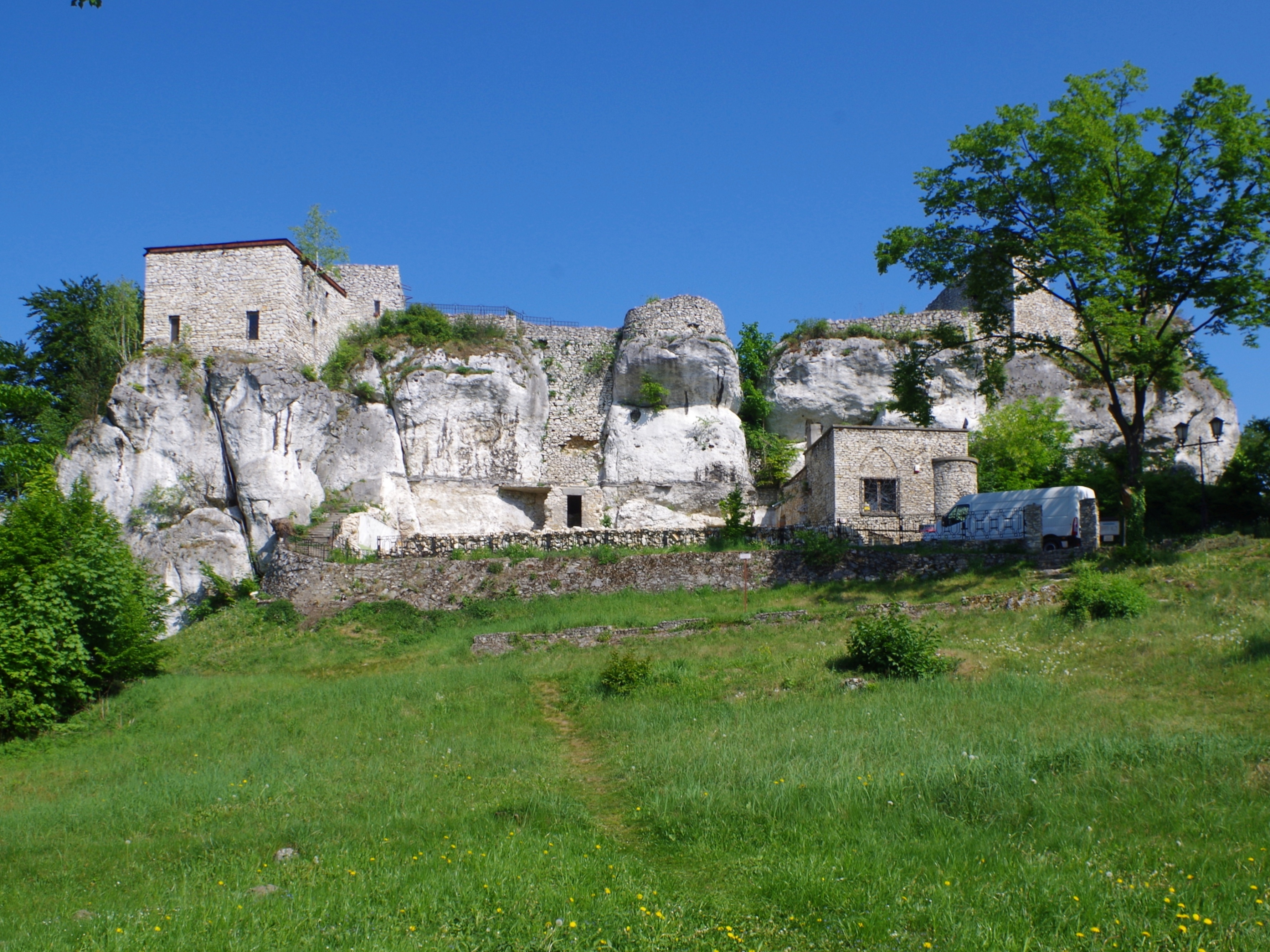
Burg Morsko

Die Burg Bąkowiec oder Burg Morsko (polnisch: Zamek Bąkowiec oder Zamek w Morsku) ist eine Burgruine in dem Stadtteil Morsch von Zawiercie unweit von Tschenstochau im Gebirgszug des Krakau-Tschenstochauer Juras. Die Burg gehört zu den Adlerhorst-Burgen, die im 14. Jahrhundert die Grenze zwischen dem Königreich Polen und dem Heiligen Römischen Reich sicherte. Sie liegt heute in der Woiwodschaft Schlesien, gehört jedoch historisch zu Kleinpolen.

## Geschichte
Die Burg wurde vor 1327 von den Toporczyk errichtet, die sich als Raubritter betätigten. Daher nahm König Władysław I. Ellenlang ihnen 1327 die Burg und den Ort Morsko. Er übergab sie dem Kloster Mstów. Die Burg selbst wird 1389 erstmals urkundlich erwähnt. 1391 wurde sie von König Władysław II. Jagiełło erobert, als er eine Fehde gegen Ladislaus von Oppeln führte. Die Burg wechselte danach mehrfach die Eigentümer. 1442 wurde sie vom Krakauer Kardinal Zbigniew Oleśnicki verpachtet. Im 16. Jahrhundert war die Burg noch bewohnt, verfiel jedoch bereits im 17. Jahrhundert. Später diente sie bis ins 20. Jahrhundert den Anwohnern als Steinbruch. Nach dem Zweiten Weltkrieg wurde die Burg verstaatlicht und restauriert.  